# Шибовиці
Шибовиці (пол. Szybowice) — село в Польщі, у гміні Прудник Прудницького повіту Опольського воєводства.
Населення — 1041 особа (2011).

## Демографія
Демографічна структура станом на 31 березня 2011 року:
|          | Загалом | Допрацездатний вік | Працездатний вік | Постпрацездатний вік |
| -------- | ------- | ------------------ | ---------------- | -------------------- |
| Чоловіки | 525     | 112                | 354              | 59                   |
| Жінки    | 516     | 110                | 296              | 110                  |
| Разом    | 1041    | 222                | 650              | 169                  |